# Pseudalsophis hoodensis
Pseudalsophis hoodensis — вид змій родини полозових (Colubridae). Ендемік Галапагоських островів

## Поширення і екологія
Pseudalsophis hoodensis мешкають на острові Еспаньйола в архіпелазі Галапагоських островів. Вони живуть в сухих чагарникових заростях.

## Збереження
МСОП класифікує стан збереження цього виду як близький до загрозливого. Pseudalsophis hoodensis все ще страждають через знищення природного середовища, пов'язане з перевипасом. Однак після того, як кіз було усунуто з острові і він став безлюдним, на Еспаньйолі відбувається поступове відновлення природного середовища.